# Microprocessor Report
Microprocessor Report (с англ. — «Сообщения о микропроцессорах») — специализированный журнал о микропроцессорах. Впервые был опубликован в 1987 году автором, Майклом Слейтером, и вскоре стал ведущим изданием, на которое ссылались инженеры, ищущие доскональные знания о современных высокопроизводительных микропроцессорах. Публикуется с 1987 года ежемесячно в печатном виде. С 2000 года также публикуется еженедельно в онлайне. Содержит углубленные статьи о микропроцессорах и сопутствующих им технологиях. 6 мая 2010 года Microprocessor Report был куплен Linley Group.
Редакционная коллегия:
- Линли Гуеннеп, издатель — занимался в Hewlett-Packard проектированием компьютерных систем и микропроцессоров, позднее основал Linley Group.
- Джим Тарли, шеф-редактор — работал в ARC International и Patriot Scientific, управлял конференцией ESC[2] и журналом ESD,[3] позднее основал Silicon Insider.[4]
- Том Р. Хафхилл, ведущий редактор — был ведущим редактором журнала Byte, работал в ARC International, журнале Compute! и Signal Research.

Аналитики, авторы статей:
- Макс Бэрон — работал в Sun Microsystems, руководил маркетингом CPU/MCU в Fujitsu, с 1 мая 2010 года независимый аналитик.
- Кейт Диффендорф — работал в Motorola над микропроцессором 88110 и архитектурой PowerPC, затем перешёл в Apple.
- Питер Н. Гласковский — главный инженер в IDT, вице-президент Montalvo Systems, сейчас работает в Intel.
- Кевин Крюилл — работал в AMD, сейчас — в nVidia, выступал как собеседник Лео Лапорте в подкасте TWiT (эпизоды 63, 80 и 116).
- Стив Лейбсон — шеф-редактор журнала EDN, ведёт блог EDN,[5] сейчас работает в Denali Software.
- Маркус Леви — был редактором журнала EDN, основатель и президент EEMBC, соавтор CoreMark
- Питер Сонг — соавтор микроархитектуры микропроцессора PowerPC 604, основатель Montalvo Systems.

## Награды
- В 1990-х годах Microprocessor Report 4 раза признавался «Best Newsletter» организацией Computer Press Association.[6]